# Aitana Bonmatí
Aitana Bonmatí, née le 18 janvier 1998 à Sant Pere de Ribes en Catalogne, est une footballeuse internationale espagnole. Elle évolue au poste de milieu de terrain au FC Barcelone.
Elle est championne du monde avec la Roja lors du Mondial féminin 2023, où elle est désignée meilleure joueuse du tournoi. Elle remporte le Ballon d'Or féminin deux fois de suite, en 2023 et en 2024 à Paris. De même, elle est nommée pour le prix The Best – Joueuse de la FIFA.

## Carrière

### En club
Aitana Bonmatí rejoint dès l'âge de 14 ans l'équipe des jeunes du FC Barcelone. En 2014 elle joue avec le FC Barcelone B. Au cours de la saison 2015-2016, elle a joué un rôle important dans la conquête du championnat de deuxième division du groupe III. À la fin de la saison, elle a été promue au sein de l'équipe première de Barcelone.
Le 23 mai 2019, Aitana Bonmatí prolonge son contrat avec le FC Barcelone jusqu'en 2022.

### En sélection
Le 28 novembre 2017, Aitana Bonmatí est sélectionnée pour la première fois en équipe nationale espagnole contre l'Autriche lors d'un match de qualification pour la Coupe du monde 2019. (victoire 4 à 0).
En mai 2019, Aitana Bonmatí apparaît sur la liste des joueuses sélectionnées pour participer à la Coupe du monde 2019 organisée en France. Elle est championne du monde avec la Roja lors du Mondial féminin 2023, où elle est désignée meilleure joueuse du tournoi.

## Palmarès
Au cours de sa carrière, Aitana Bonmatí s'est constitué un palmarès conséquent, remportant notamment 4 titres régionaux, 17 trophées nationaux et 3 Ligues des Champions avec le FC Barcelone. Avec la sélection espagnole, elle remporte la Coupe du Monde et la Ligue des Nations après avoir été double championne d'Europe avec les sélections des moins de 17 ans et des moins de 19 ans :
- FC Barcelone (24)
  - Ligue des champions (3) : 2021, 2023 et 2024
    - Finaliste de la Ligue des champions en 2019, 2022 et 2025

  - Championnat d'Espagne (6) : 2020, 2021, 2022, 2023, 2024, 2025
    - Vice-championne d'Espagne en 2017, 2018 et 2019

  - Coupe d'Espagne (6) : 2017, 2018, 2020, 2021, 2022, 2024
  - Supercoupe d'Espagne (5) : 2020, 2022, 2023, 2024, 2025
  - Coupe de Catalogne (4) : 2015, 2016, 2017 et 2019
- Espagne (2)
  - Coupe du monde : 2023
  - Ligue des Nations : 2024
  - 4e aux Jeux Olympiques 2024
  - Vainqueur du Tournoi de Chypre en 2018[10] (amical)

- Sélections jeunes
  - Finaliste de la coupe du monde des moins de 20 ans en 2018
  - Championnat d'Europe des moins de 19 ans : 2017
    - Finaliste du championnat d'Europe des moins de 19 ans en 2016

  - Championnat d'Europe des moins de 17 ans : 2015
    - Finaliste de la Coupe du monde des moins de 17 ans en 2014

  - Finaliste du championnat d'Europe des moins de 17 ans en 2014

## Distinctions individuelles
- Membre de l'équipe-type du Championnat d'Europe en 2022
- Meilleure joueuse de la Ligue des champions en 2023
- Meilleure passeuse de la Ligue des champions en 2023
- Meilleure joueuse de la Coupe du monde en 2023
- Élue UEFA Women's Player Of The Year 2022-23
- Ballon d'or France Football 2023[11]
- The Best Fifa 2024
- Meilleure joueuse de la finale de la ligue des nations 2024
- Meilleure joueuse de la ligue des nations 2024
- Sportive de l'année aux Laureus World Sports Awards 2024
- Meilleure joueuse de la finale Ligue des Champions en 2024
- Meilleure joueuse de la Ligue des Champions en 2024
- Ballon d'or France Football 2024[12]

## Positionnement politique et engagements
Bonmatí fait partie de « las quinzas », groupe de quinze joueuses ayant refusé la sélection espagnole pour protester contre le sélectionneur Jorge Vilda et la fédération espagnole.
En 2023, lors de la finale de Ligue des champions, Bonmatí arbore un t-shirt avec le message « Welcome Refugees », en faveur de l'accueil des réfugiés en Europe.
À l'occasion de son discours de lauréate du Ballon d'Or 2023 elle le dédicace à ses coéquipières, à son entraineur Jonatan Giráldez et à son président de club Joan Laporta. Elle remercie spécialement ses parents, professeurs de langue et de littérature catalanes, pour leur « combat pour changer la loi sur les noms de familles ». En effet à la naissance de leur fille en 1998, le couple dit « découvrir » qu'il est impossible de donner le nom de la mère à l'enfant et décider que le père ne reconnait pas l'enfant, seul moyen que l'enfant porte le nom de la mère. Dans le cadre de ce militantisme les Professeurs Bonmatí (mère) et Conca (père) ainsi que leur bébé Aitana figurent dans un reportage réalisé et diffusé par TV3 (Catalogne) ; avec le consensus d'autres militants et groupes politiques, la loi change peu de temps après.
Son père est valencien et avait fait partie du parti indépendantiste Moviment de Defensa de la Terra, et, selon plusieurs sources, il a également été membre du groupe paramilitaire indépendantiste catalan Terra Lliure ; il a été arrêté et, d’après les témoignages, torturé avant les Jeux olympiques d’été de 1992 dans le cadre de l’Opération Garzón.
Acquitté lors du procès ultérieur, Conca a participé à l’affaire pour laquelle l’État espagnol a été condamné par la Cour européenne des droits de l’homme pour violation de la Convention contre la torture,.
En raison des opinions marxistes et indépendantistes catalanes exprimées par sa famille, Bonmatí a fait l’objet de critiques de la part de personnes de divers horizons politiques, notamment des nationalistes espagnols de droite et des séparatistes socialistes,,.